# Hoverberg
Hoverberg ist ein Ort (Tätort) in der Gemeinde Berg in Jämtlands län in Schweden. Der Ort liegt etwa 8 Kilometer nördlich vom Hauptort der Gemeinde Berg, Svenstavik, entfernt.
Der Ort ist benannt nach der weithin sichtbaren Landmarke, dem Berg Hoverberget. Er gliedert sich in die drei kleinen Ortsteile Bergsbyn, Eltnäset und Vattviken. Durch Hoverberg führt der Länsväg 321. Ein weiterer Länsväg Z 574 führt rund um den Hoverberget herum und erschließt weitere Weiler. 
Die beiden Dampfschiffe S/S Thomée und S/S Östersund liefen ab 1874 von Östersund kommend regulär Hoverberg an. Mit dem Bau der Inlandsbahn entwickelte sich Svenstavik immer mehr zum Zentrum und Hoverberg verlor an Bedeutung. Hoverberg hatte keinen Bahnhof, die nächste Station Skanderåsen liegt auf der anderen Seite des Storsjön und wird heute regulär nicht mehr bedient.
Von der früheren Bedeutung zeugt heute noch die Kirche, die auch Sitz von Bergs Kirchgemeinde ist. Schon im Jahr 1965 verlor Hoverberg des Status als Tätort. Erst im Jahr 2015 werden wieder mehr als 200 Einwohner ausgewiesen.

## Bildergalerie

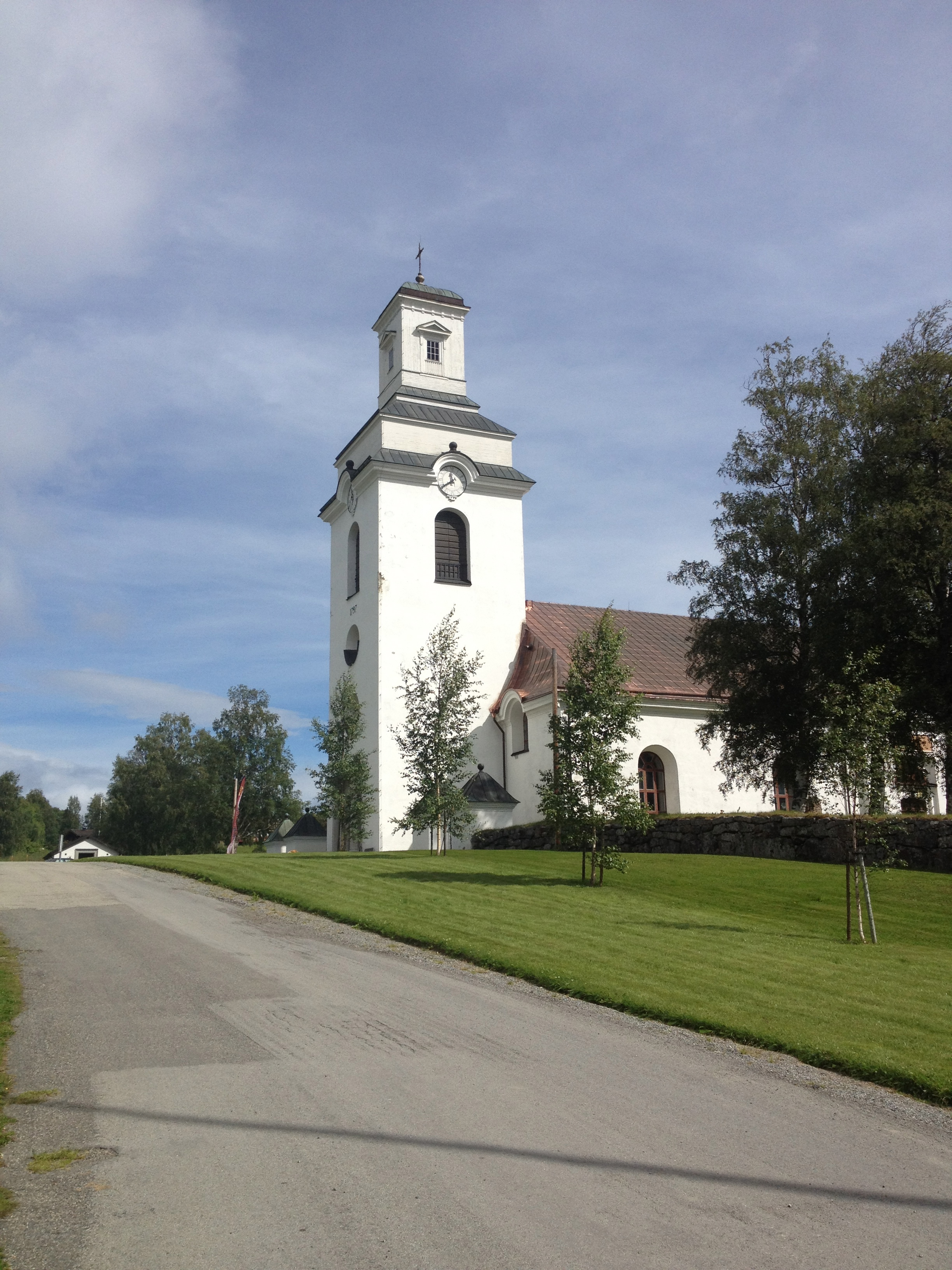
Bergs Kirche
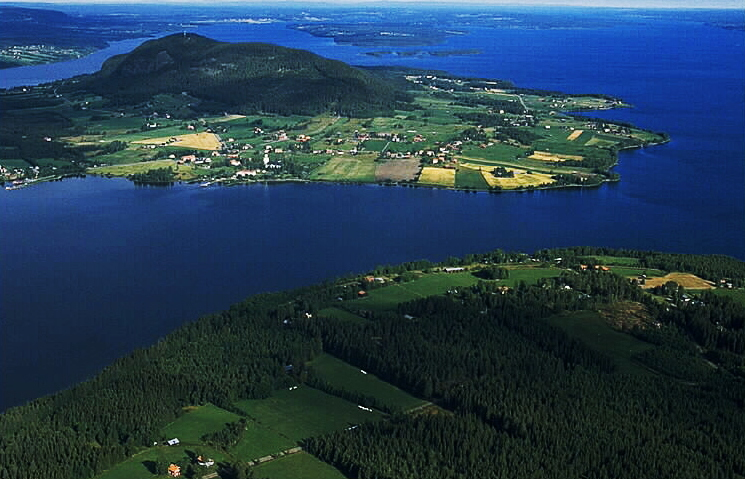
Hoverberget
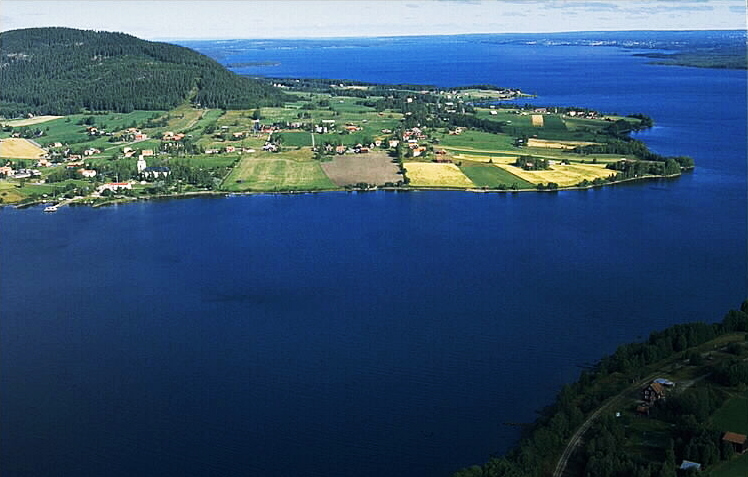
Andere Ansicht
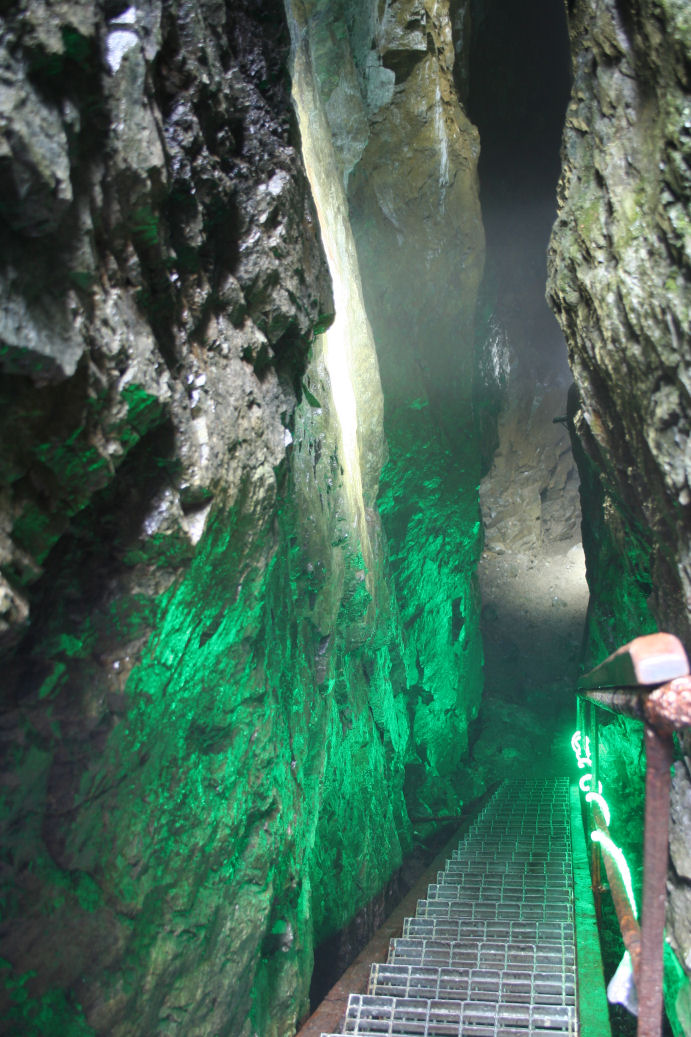
Grotte
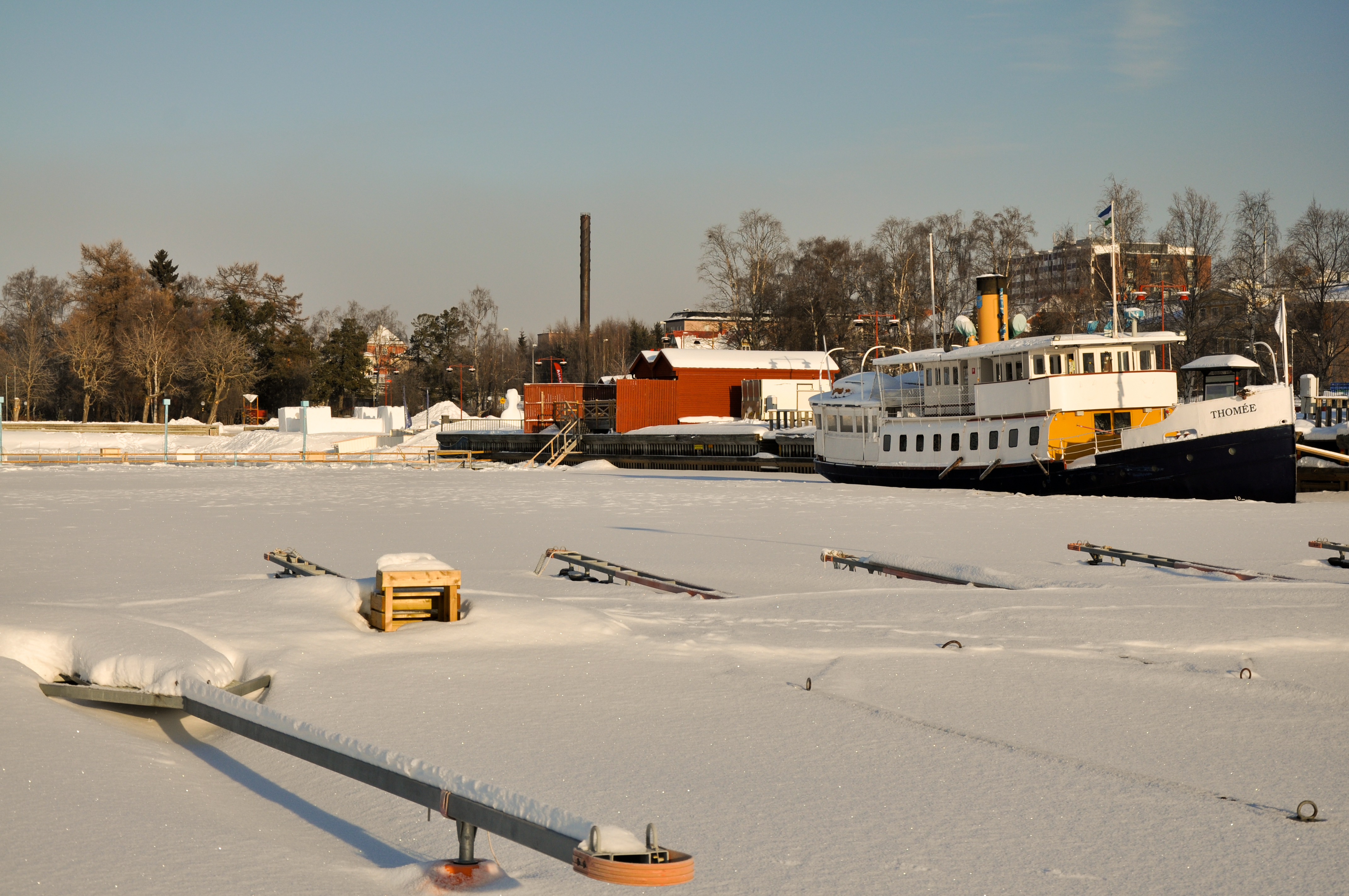
S/S Thomée in Östersund